# Paradise Heights
Paradise Heights ist ein census-designated place (CDP) im Orange County im US-Bundesstaat Florida. Das U.S. Census Bureau hat bei der Volkszählung 2020 eine Einwohnerzahl von 1.260 ermittelt.

## Geographie
Paradise Heights grenzt im Westen an den Lake Apopka, im Norden an Apopka und im Süden an Ocoee. Der CDP liegt etwa 15 km nordwestlich von Orlando.

## Demographische Daten
Laut der Volkszählung 2010 verteilten sich die damaligen 1215 Einwohner auf 326 Haushalte. Die Bevölkerungsdichte lag bei 1012,5 Einw./km². 72,7 % der Bevölkerung bezeichneten sich als Weiße, 7,3 % als Afroamerikaner, 0,4 % als Indianer und 0,8 % als Asian Americans. 16,5 % gaben die Angehörigkeit zu einer anderen Ethnie und 2,3 % zu mehreren Ethnien an. 32,5 % der Bevölkerung bestand aus Hispanics oder Latinos.
Im Jahr 2010 lebten in 41,2 % aller Haushalte Kinder unter 18 Jahren sowie 17,3 % aller Haushalte Personen mit mindestens 65 Jahren. 70,1 % der Haushalte waren Familienhaushalte (bestehend aus verheirateten Paaren mit oder ohne Nachkommen bzw. einem Elternteil mit Nachkomme). Die durchschnittliche Größe eines Haushalts lag bei 3,00 Personen und die durchschnittliche Familiengröße bei 3,38 Personen.
31,5 % der Bevölkerung waren jünger als 20 Jahre, 28,6 % waren 20 bis 39 Jahre alt, 28,8 % waren 40 bis 59 Jahre alt und 11,2 % waren mindestens 60 Jahre alt. Das mittlere Alter betrug 32 Jahre. 52,1 % der Bevölkerung waren männlich und 47,9 % weiblich.
Das durchschnittliche Jahreseinkommen lag bei 34.375 $, dabei lebten 18,1 % der Bevölkerung unter der Armutsgrenze.
Im Jahr 2000 war Englisch die Muttersprache von 76,80 % der Bevölkerung und Spanisch sprachen 23,20 %.